# كوزوفسكا كامينيتشا

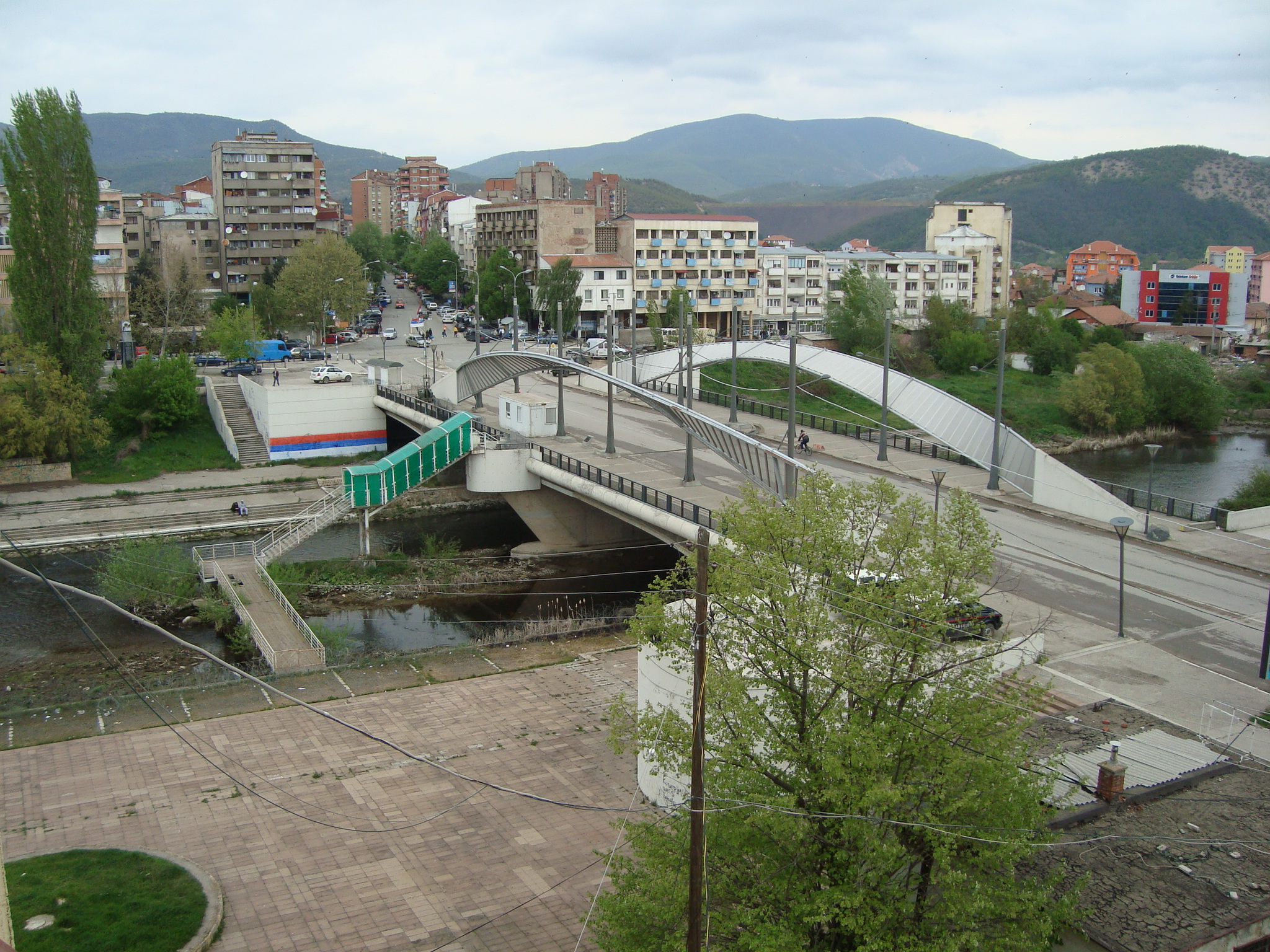
صورة في المدينة

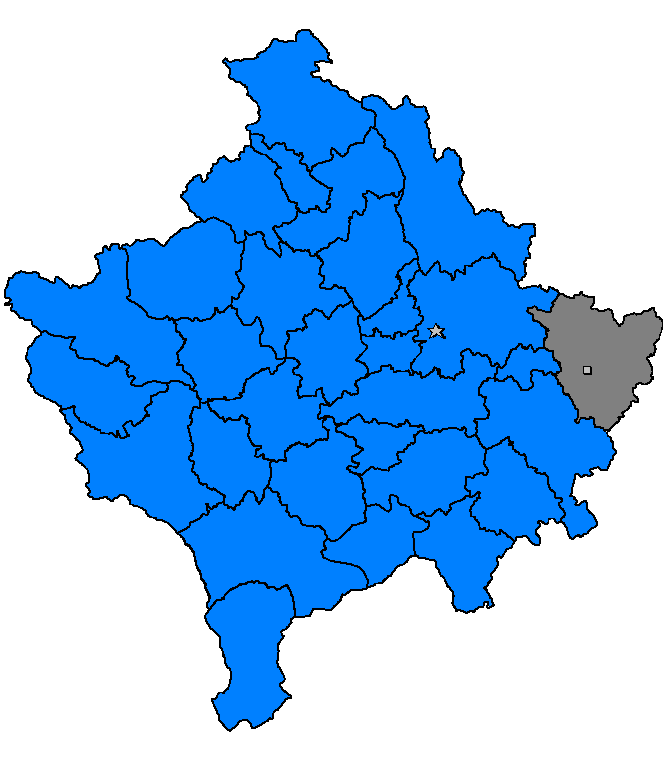
موقعها على الخريطة

كوزوفسكا كامينيشا، (بالألبانية: Kosovska Mitrovica) هي مدينة تقع في أقصى شرق جمهورية كوسوفو ويبلغ عدد سكانها 35,981 نسمة أغلبيتهم من الألبان مع وجود أقليات صربية وغورانية وكرواتية.